# Maria Tkocz
Maria Teresa Tkocz (ur. 1947) – polska geografka, doktor habilitowana nauk o Ziemi, w latach 1974–2016 związana z Wydziałem Nauk o Ziemi Uniwersytetu Śląskiego w Katowicach. Specjalizuje się w geografii ekonomicznej.

## Życiorys
W 1973 roku uzyskała tytuł magistra geografii na Wyższej Szkole Pedagogicznej w Krakowie. We wrześniu 1974 roku zaczęła pracę na Uniwersytecie Śląskim w Katowicach, w którym przepracowała ponad 41 lat, do lipca 2016 roku. Zatrudniona była tam m.in. jako profesor nadzwyczajny w Katedrze Geografii Ekonomicznej Wydziału Nauk o Ziemi. Na wydziale tym w latach 2005–2008 pełniła funkcję prodziekana ds. kształcenia, a w latach 2007–2014 była kierownikiem Zakładu Geografii Przestrzennej Katedry Geografii Ekonomicznej.
W 1979 roku została członkinią Polskiego Towarzystwa Geograficznego, gdzie m.in. w latach 1985–1991 była zastępcą przewodniczącego katowickiego oddziału PTG, a w latach 2009–2012 członkiem sądu koleżeńskiego. 
W 1982 roku nadano jej tytuł doktora nauk o Ziemi (geografia) na Wydziale Biologii i Nauk o Ziemi Uniwersytetu Łódzkiego na podstawie pracy pn. Kształtowanie się funkcji wielkomiejskich Katowic, a w 2002 roku uzyskała habilitację na Uniwersytecie Śląskim w Katowicach na podstawie rozprawy pn. Restrukturyzacja przemysłu regionu tradycyjnego.
Od września 2011 do września 2012 roku pracowała w Beskidzkiej Wyższej Szkole Umiejętności w Żywcu jako profesor nadzwyczajny, a od października 2016 roku do września 2024 roku w Akademii Górnośląskiej im. Wojciecha Korfantego w Katowicach jako profesor uczelni.

## Działalność naukowa
Specjalizuje się w geografii ekonomicznej, zwłaszcza geografii przemysłu, miast i turystyki oraz w problematyce zmian gospodarczych regionu Górnego Śląska. Na Uniwersytecie Śląskim w Katowicach zajmowała się także problematyką związaną z procesami restrukturyzacji przemysłu, rewitalizacją terenów poprzemysłowych, tradycyjnymi gałęziami przemysłu w warunkach gospodarki rynkowej czy gospodarką przestrzenną na obszarach regionów przemysłowych oraz turystycznych.
Prowadziła wykłady m.in. z geografii regionalnej ekonomicznej Polski, nowych przestrzeni przemysłowych w Polsce i na świecie, restrukturyzacji gospodarki regionu górnośląskiego, obszarów metropolitalnych na świecie czy zarządzaniem konkurencyjnością regionów.

## Wybrane publikacje
- Maria Tkocz, Katowice jako ośrodek regionalny w latach 1865-1995, Katowice: Wydawnictwo „Śląsk”, 1995, s. 155, ISBN 83-85831-78-9 (pol.).
- Edward Duś i inni, Przeobrażenia społeczne i ekonomiczne regionu katowickiego w okresie transformacji gospodarczej, Prace Naukowe Uniwersytetu Śląskiego w Katowicach nr 1622, Katowice: Wydawnictwo Uniwersytetu Śląskiego, 1997, s. 150 (pol.).
- Maria Tkocz, Restrukturyzacja przemysłu regionu tradycyjnego, Prace Naukowe Uniwersytetu Śląskiego w Katowicach nr 1998, Katowice: Wydawnictwo Uniwersytetu Śląskiego, 2001, s. 282, ISBN 978-83-226-1088-6 (pol.).

Źródło: